# برت آنجل
برت آنجل (انگلیسی: Brett Angell; ۲۰ اوت ۱۹۶۸ – ) بازیکن فوتبال اهل بریتانیا بود.
از باشگاه‌هایی که در آن بازی کرده‌است می‌توان به باشگاه فوتبال وست برومویچ آلبیون، باشگاه فوتبال پورتسموث، باشگاه فوتبال دربی کانتی، باشگاه فوتبال کویینز پارک رنجرز، باشگاه فوتبال والسال، باشگاه فوتبال پرستون نورث اند، باشگاه فوتبال استوک‌پورت کانتی، باشگاه فوتبال ساوتند یونایتد، باشگاه فوتبال چلتنهام تاون، باشگاه فوتبال شفیلد یونایتد، باشگاه فوتبال نوتس کانتی، باشگاه فوتبال اورتون، باشگاه فوتبال پورت ویل، و باشگاه فوتبال ساندرلند اشاره کرد.